# デスラッシュ
デスラッシュ（デス/スラッシュメタル、Death/Thrash Metal）は、スラッシュメタルにデスメタルの音楽性を取り入れたジャンルの一種のことである。

## 概要
歌唱法はデスメタル同様デスヴォイスであり、曲調はスラッシュメタルから受け継がれた2ビート主体で、時折ブラストビートが入る疾走感あるテンポの良い音楽である。
一口にデスラッシュといっても、速さからさらにデスメタル譲りの暴虐性を追求するバンドもいれば、メロディックデスメタルのようなメロディを取り入れつつも、メロディックデスメタルと呼ぶほどにはメロディの比重の高くないバンドもいる。そのような音楽を、デスラッシュと呼ぶ場合もある。細分化の進んだメタルの中でも、「どこからがそうで、どこまでがそうでない」といった明確な線引きの困難なジャンルのひとつといえる。
語源は、1983年にAIONを結成したIZUMIが自らの音楽性を表現する際に作った造語とされる。結成時から現在に至るまで、AIONには孤高のデスラッシュサウンドを追求する生命体という意味のDEATHRASH BOUND（デスラッシュバウンド）という冠名が付けられている。
よってこのジャンル名の呼称は、海外においては使われておらず、「Death/Thrash Metal」と表現するのが普通である。

## 主要アーティスト
- Amoral（初期～中期）（現在は解散）
- Arise
- At the Gates
- Bereaved
- Callenish Circle（現在は解散）
- Carnal Forge
- Centinex
- Codeon
- Construcdead（現在は解散）
- Cripper（現在は解散）
- The Crown
- Darkane
- Deathchain
- Decadence
- Defleshed
- Degradead
- Demonoid
- Descending
- Destinity
- Destrage
- Dew-Scented（現在は解散）
- Dimension Zero
- Disbelief
- Ebony Tears（後期）（現在は解散）
- Face Down（現在は解散）
- Facebreaker
- The Forsaken
- God Dethroned
- Hateform（活動休止中）
- Hatesphere
- The Haunted
- Hypnos
- Impious
- Incapacity
- Invocator
- Legion of the Damned
- Lyzanxia
- Maze of Torment（現在は解散）
- Miseration
- Never（現在は解散）
- Night in Gales
- Nonexist
- Non-Human Level
- Pain Confessor（現在は解散）
- Pestilence
- Revocation
- Scarve（活動休止中）
- Serpent Obscene（現在は解散）
- Slowmotion Apocalypse（活動休止中）
- Soilwork（初期）
- Terror2000
- Torchbearer
- Witchery
- Youthquake（現在は解散）
- Yyrkoon（現在は解散）